# Ormont-Dessous
Ormont-Dessous este un oraș în Elveția.